# Nebulossa
Os Nebulossa são um duo espanhol de electropop, composto pela cantora María "Mery" Bas pelo teclista Mark Dasousa. Representaram a Espanha no Festival Eurovisão da Canção de 2024 em Malmö, com a canção "Zorra".

## Discografia

### EPs
- Ufo (2019)

### Singles
- Zorra (2023)